# Correio do Ceará
O Correio do Ceará foi um tradicional jornal cearense da cidade de Fortaleza. Foi fundado em 2 de março de 1915 por Álvaro da Cunha Mendes, mais conhecido por A. C. Mendes, empresário do ramo gráfico.
A partir de 1937 passou a ser integrante do Diários Associados. Antonio Moreira Albuquerque, jornalista que nasceu em Granja (1 de janeiro de 1918) e morreu em Fortaleza (1998), foi secretário do jornal por vários anos nas décadas de 50 e 60, até 1967, quando mudou-se para São Paulo.
O jornal deixou de circular em dezembro de 1982, e a última edição foi a de número 19.962.